# 周開麒
周開麒，江蘇江寧縣（今江蘇省南京市）人，清朝政治人物，探花及第。
道光三年，登進士一甲第三名（探花），授翰林院編修。道光八年，任順天鄉試同考官。道光十二年，任會試同考官。次年，改任恩科會試同考官、山東道監察御史。之後改任湖廣道監察御史。道光十四年，任禮科給事中、刑科掌印給事中。道光十六年，任恩科會試同考官、甘肅蘭州道。道光十八年，署甘肅按察使、甘肅布政使、山東鹽運使、浙江按察使。道光二十年，任浙江布政使。次年，改任甘肅布政使，捐輸局董辦勸捐事務。道光二十六年，任福建按察使、直隸按察使。道光二十七年，任浙江按察使。